# Mascarosa II van Armagnac
Mascarosa II van Armagnac (overleden op 15 september 1256) was van 1246 tot 1256 gravin van Armagnac en Fézensac. Ze behoorde tot het huis Lomagne.

## Levensloop
Mascarosa II was de dochter van burggraaf Arnold Odo van Lomagne en gravin Mascarosa I van Armagnac. 
In 1246 volgde zij haar moeder op als gravin van Armagnac en Fézensac. In 1255 huwde ze met Eschivat IV van Chabanais (overleden in 1283), graaf van Bigorre. Dat jaar stond haar vader Arnold Odo de regering in Armagnac af aan Mascarosa en Eschivat, wat betwist werd door Gerold, burggraaf van Fézensaguet. De dood van Mascarosa II in 1256 maakte een einde aan het conflict, waarna het graafschap Armagnac geërfd werd door Gerold, die regeerde onder de naam Gerold VI.  
Het huwelijk tussen Mascarosa en Eschivat bleef kinderloos.